# Cacalutla
Cacalutla es una localidad del estado mexicano de Guerrero. Es parte del municipio de Atoyac de Álvarez.

## Toponimia
El nombre «Cacalutla» proviene de los términos en náhuatl: cacalotl, cuervo; tlan, lugar. Su significado es «lugar de cuervos».

## Demografía
| Gráfica de evolución demográfica |
|                                  |

| Censo | Población |
| ----- | --------- |
| 1900  | 490       |
| 1910  | 441       |
| 1921  | 313       |
| 1930  | 459       |
| 1940  | 862       |
| 1950  | 1 029     |
| 1960  | 1 384     |
| 1970  | 1 979     |
| 1980  | 1 912     |
| 1990  | 2 281     |
| 2000  | 2 226     |
| 2010  | 2 010     |
| 2020  | 2 066     |